# Albert Balcells i González
Albert Balcells i González   (Barcelona, 1940) és un historiador català, catedràtic d'història a la Universitat Autònoma de Barcelona, on professa des del 1970, i membre numerari de l'Institut d'Estudis Catalans des del 1986.

## Biografia
Ha participat en nombroses obres col·lectives sobre història contemporània de Catalunya i ha organitzat tres simposis i diversos cicles de conferències. Durant els anys setanta va ser professor de l'Escola Superior de Ciències Socials de l'Institut Catòlic d'Estudis Socials de Barcelona i director del seu departament d'història fins al 1988. Va ser president de la Secció Històrico-Arqueològica de l'Institut d'Estudis Catalans des del 1998 fins al 2006. Amb anterioritat fou vicedegà del Col·legi Oficial de Doctors i Llicenciats en Filosofia i Lletres i en Ciències de Catalunya entre el 1980 i el 1987 i des d'aquest lloc va influir en la introducció de temes d'història de Catalunya en els programes escolars oficials. Del 2003 al 2007 va ser vicepresident primer de l'Ateneu Barcelonès amb Oriol Bohigas de president.
Té el premi Ramon Fuster (1992) i el Premi Carles Rahola d'assaig (2007). El 1995 va rebre la Creu de Sant Jordi i l'any 2009 la medalla Narcís Monturiol al mèrit científic, concedida per la Generalitat de Catalunya.
Ha coordinat el llibre col·lectiu El pensament polític català des del segle xviii a mitjan segle XX (1988). Juntament amb Josep Maria Ainaud de Lasarte ha editat les obres completes de Prat de la Riba (1998-1999). És editor i coredactor dels llibres col·lectius Puig i Cadafalch i la Catalunya contemporània (2003), Història de la Historiografia catalana (2004); Els Països Catalans i Europa durant els darrers cent anys (2009). També ha compilat i ha editat els articles de Lluís Nicolau d'Olwer: Democràcia contra dictadura. Escrits polítics, 1915-1960 (2007). Juntament amb Enric Pujol i Casademont ha editat els articles de Ferran Soldevila: Entre la dictadura i la Revolució. Cròniques polítiques per a Ginebra i Liverpool. 1925-1947 (2009).
El 2008 el Parlament de Catalunya l'elegí com a membre de la junta de govern del Memorial Democràtic de Catalunya. Els temes que ha investigat són la lluita de classes, les relacions entre catalanisme i obrerisme entre el 1916 i 1923, la qüestió rabassaire, la crisi econòmica i l'agitació social a Catalunya durant el quinquenni republicà, les institucions d'alta cultura i la memòria històrica a la Catalunya del segle xx.
Dirigeix la revista Catalan Historical Review, que s'edita en anglès i català, la qual és la primera revista de difusió internacional de la historiografia dels països de parla catalana. Ha estat director del repertori de monuments commemoratius de Catalunya, publicat en línia l'any 2015 per l'IEC.

## Obres
La seva obra es compon de gairebé 50 volums, amb 46 entrades a la Biblioteca del Congrés dels Estats Units.
- El sindicalisme a Barcelona, 1916-1923 (1965, Premi de la Festa de les Lletres Catalans 1964)
- Els moviments socials a Catalunya, País Valencià i les Illes, cronologia: 1800-1939 (1967, escrit amb Emili Giralt i Josep Termes)
- El problema agrari a Catalunya: La qüestió rabassaire (1890-1936) (1969)
- Crisis económica y agitación social en Cataluña de 1930 a 1936 (1971)
- Ideari de Rafael Campalans (1974)
- El arraigo del anarquismo en Cataluña: Selección de textos de 1926-1934 (1974)
- Cataluña contemporánea (dos volums, 1974 i 1977)
- Trabajo industrial y organización obrera en la Cataluña contemporánea, 1900-1936 (1974)
- Marxismo y catalanismo (1977)
- Història dels Països Catalans (1980, escrit amb Josep M. Salrach, Eulàlia Duran, Núria Sales i Manuel Ardit)
- Les eleccions generals a Catalunya, 1901-1923 (1982, escrit amb Joan B. Culla i Conxita Mir)
- Historia contemporánea de Cataluña (1983)
- Rafael Campalans, socialisme català (1985)
- Justícia i presons, després del maig de 1937 a Catalunya: Intents regularitzadors del conseller Bosch Gimpera (1989)
- Història del nacionalisme català dels orígens al nostre temps (1992)
- L'escoltisme català,1911-1978 (1993, amb Genís Samper)
- La història de Catalunya a debat: Els textos d'una polèmica (1994)
- La Mancomunitat de Catalunya i l'autonomia (1996)
- Catalan Nationalism: Past and Present (1996, amb pròleg de Geoffrey J. Walker)
- Miquel Coll i Alentorn: Historiografia i democràcia, 1904-1990 (1999)
- Violència social i poder polític (2001)
- Història de l'Institut d'Estudis Catalans (2002, volum I, i 2007, volum II, escrit amb Enric Pujol i Casademont i Santiago Izquierdo)
- Lluís Companys i la seva època (2002)
- Història de Catalunya, dirigida per Albert Balcells (2004 i 2009, versió castellana de 2006, escrita amb Arturo Pérez, Flocel Sabaté i Antoni Simon)
- Llocs de memòria dels catalans (2008)
- El pistolerisme, Barcelona 1917-1923 (2009)
- El projecte d'autonomia de la Mancomunitat de Catalunya del 1919 i el seu context històric (2010)
- Cataluña ante España: Los diálogos entre intelectuales catalanes y castellanos, 1888-1984 (2011).
- Els Estudis Universitaris Catalans, 1903-1985: Per una Universitat catalana (2011)
- L'Institut d'Estudis Catalans: Una síntesi històrica (2012)
- La Universitat de Barcelona i el Parlament de Catalunya durant la Guerra Civil de 1936 (2013)
- Puig i Cadafalch, president de Catalunya, i la seva època (2013)
- Jaume Massó i Torrents i la modernitat,1863-1943: De L'Avenç a l'Institut d'Estudis Catalans (2013).
- La Mancomunitat de Catalunya, 1914-1925: El primer pas vers l'autogovern des de la desfeta de 1714 (2014).
- Vuit feministes catalanes entre 1889 i 1976 (2015)
- La caricatura política a la Catalunya republicana, 1931-1936 (2016)
- Testimonis de la Catalunya contemporània, 1875-1986 (2017)
- Les colònies industrials de la conca del Llobregat: 150 anys d'història (2019, escrit amb Rosa Serra)
- Compromís i progrés: La Societat Econòmica Barcelonesa d'Amics del País (2019)
- Les galeries catalanes de ciutadans il·lustres (2021)
- Els catòlics i la laïcitat a Catalunya. Una visió històrica de 1808 a 1979 (2022)
- La projecció exterior de Catalunya al món d'entreguerres (2022)
- Enric Pujol, «Entrevista a Albert Balcells», Revista de Catalunya, núm. 327 (2024), p. 53-63.